# Soing-Cubry-Charentenay
Soing-Cubry-Charentenay é uma comuna francesa na região administrativa de Borgonha-Franco-Condado, no departamento de Alto Sona. Estende-se por uma área de 28,63 km². Em 2010 a comuna tinha 585 habitantes (densidade: 20,4 hab./km²).